# تارچه

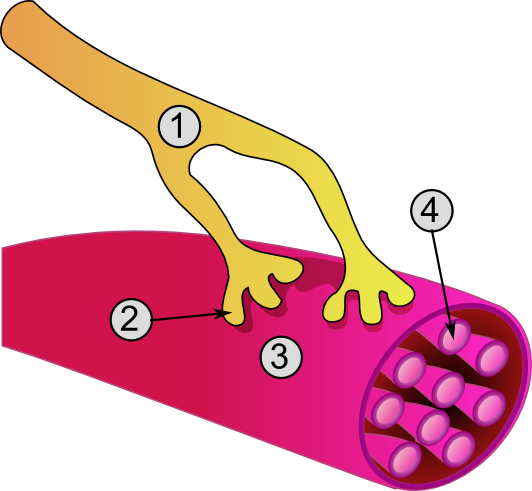
۱. آکسون ۲. پایانهٔ آکسون ۳. تارچه ۴. سارکومر

تارچه یا میوفیبریل مجموعه رشته های استوانه‌ای هستند. آنها در درون یاخته‌های ماهیچه‌ای یافت می‌شوند. آنها بسته‌هایی رشته‌ای هستند که از ابتدای یاخته تا انتهای آن کشیده شده‌اند و در هر سر به پوسته یاخته متصل شده‌اند.

## ساختمان

هر تارچه از توالی تعدادی سارکومر درست شده‌است. هر سارکومر از دو نوع تار تشکیل شده‌است، نازک و ضخیم.
- تارهای نازک بیشتر شامل پروتئینی به نام اکتین هستند که رشته‌های نبولین دور آنها پیچیده شده‌اند.
- تارهای ضخیم بیشتر شامل پروتئینی به نام میوزین هستند که توسط رشته‌های تیتین در جای خود نگه‌داشته شده‌اند.

## ظاهر
نام هر بخش سارکومر با توجه به رنگ آن گذاشته شده‌است. هر سارکومر بین دو خط Z قرار دارد. پس از خط Z یک نوار روشن و در دنبال آن یک بخش تیره وجود دارد. این بخش تیره خود توسط یک صفحهٔ بسیار روشن به نام صفحهٔ هنسن به دو بخش برابر تقسیم شده‌است. در وسط صفحهٔ هنسن خط M دیده می‌شود.

## عمل
وقتی که ماهیچه می‌خواهد منقبض شود رشته‌های اکتین به سمت رشته‌های میوزین فشار وارد می‌کنند و جمع می‌شوند تا وقتی که کاملاً روی هم قرار گیرند. در این پروسه صفحهٔ هنسن کوچکتر و کوچکتر می‌شود و در نتیجه ماهیچه جمع می‌شود. هنگامی که ماهیچه در حداکثر انقباض خود به سر می‌برد صفحهٔ هنسن ناپدید می‌شود. توجه کنید که اکتین‌ها و میوزین‌ها کوتاه نمی‌شوند بلکه به پشت هم سر می‌خورند. البته باید توجه داشت که سر میوزین به اکتین متصل میشود .